# Eupsilia castanea
Eupsilia castanea là một loài bướm đêm trong họ Noctuidae.